# Richard Haller (Schauspieler)

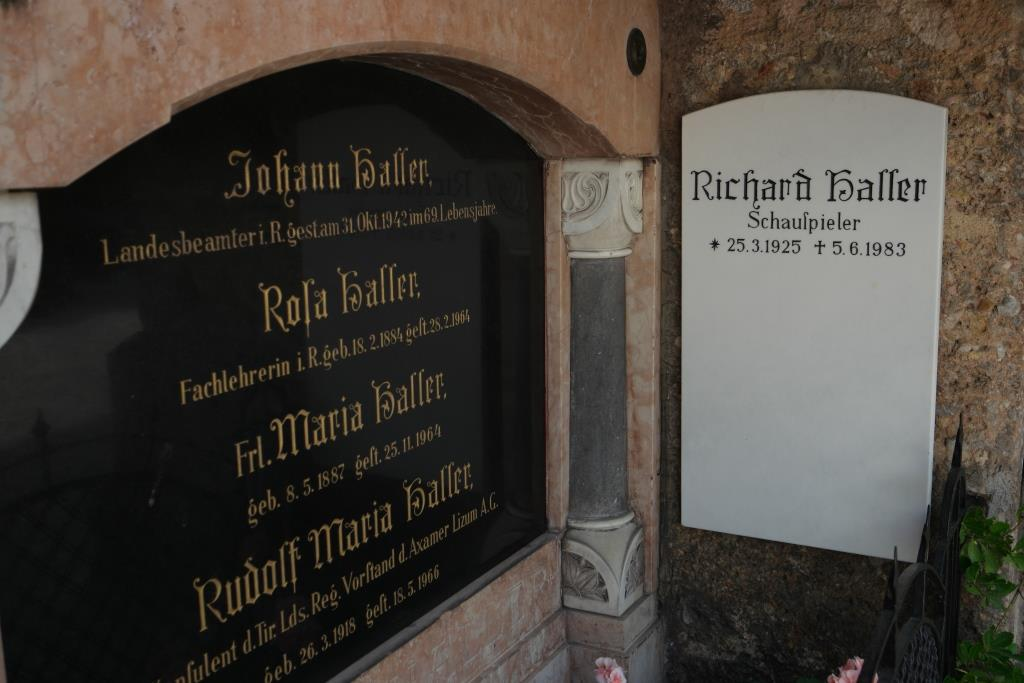
Grab von Richard Haller auf dem St. Nikolaus-Friedhof Innsbruck

Richard Haller (* 25. März 1925 in Innsbruck; † 5. Juni 1983 in Bonn) war ein österreichischer Schauspieler und Synchronsprecher.

## Leben
Haller arbeitete vorrangig als Hörspielsprecher in österreichischen Hörspielen sowie als Synchronsprecher und agierte nebenbei in deutschen Heimat- und Kriminalfilmen, dort meist als Unhold oder Bösewicht.
Einem breiten Publikum wurde er durch die Darstellungen der Titelfiguren in mehreren Edgar-Wallace-Filmen bekannt. So mimte Haller 1966 den Würger im Wallace-Krimi Der Bucklige von Soho sowie den geisteskranken Gärtner Emery in Die blaue Hand (1967).

## Filmografie
- 1960: Am grünen Strand der Spree – 5. Teil: Capriccio Italien
- 1962: Familie Hesselbach (Fernsehserie, Folge Fernmassage)
- 1966: Hava, der Igel
- 1966: Der Bucklige von Soho
- 1966: Intercontinental Express (Fernsehserie, Folge Was kosten Sie, Herr Kommissar?)
- 1966: Die Hölle von Macao
- 1967: Die blaue Hand
- 1967: Das kleine Teehaus
- 1967: Landarzt Dr. Brock (Fernsehserie, Folge Seuchengefahr)
- 1968: Dynamit in grüner Seide
- 1968: Straßenbekanntschaften auf St. Pauli
- 1969: Wenn süß das Mondlicht auf den Hügeln schläft
- 1971: Unser Willi ist der Beste
- 1972: Knast
- 1972: Gelobt sei, was hart macht
- 1975: Die Medaille
- 1976: Margarete in Aix
- 1978: Kommissariat 9 – Konjunkturbelebung
- 1979: Der Millionenbauer (Serie)
- 1980: I. O. B. – Spezialauftrag – Mein Whisky, dein Whisky
- 1983: Tatort: Miriam (Fernsehreihe)
- 1983: Magdalena
- 1983: Büro, Büro
- 1983: Traumlage